# Alchemilla ventiana
Alchemilla ventiana är en rosväxtart som beskrevs av V.N. Tichomirov. Alchemilla ventiana ingår i släktet daggkåpor, och familjen rosväxter. Inga underarter finns listade i Catalogue of Life.